# Бећир Вуковић
Бећир Вуковић (Колашин, 3. април 1954) српски је пјесник и књижевник.

## Биографија
Рођен је 3. априла 1954. године у Колашину. Студирао је општу и југословенску књижевност на Филолошком факултету Универзитета у Београду. Члан је Удружења књижевника Србије, Удружења књижевника Црне Горе, редовни члан међународне Словенске академије књижевности и умјетности, као и редовни члан Матице српске. Такође је члан Покрета пјесника свијета (Movimiento Poetas del Mundo). Предсједник је Друштва српских књижевника Црне Горе и Херцеговине, које издаје часопис Српски југ, чији је главни и одговорни уредник.
Пјесме су му превођене на енглески, француски, руски, грчки, јерменски, италијански, кинески, пољски, румунски, бугарски, турски, и македонски језик.
Добитник је бројних књижевних признања и награда, међу којима и награде Марко Миљанов (1989) Удружења књижевника Црне Горе и награде Ристо Ратковић (1995), које спадају међу најзначајније књижевне награде у Црној Гори. 2010. године био је добитник престижне српске књижевне награде Кочићево перо.
Живи у Подгорици.

## Награде и признања
- Награда „Марко Миљанов”, за књигу Кад ујутро гавран освануо, 1990.
- Награда „Ристо Ратковић”, за књигу Црна уметност, 1995.
- Фондација за књижевност „Радоман Рацо Станишић“ (2005)
- Повеља Азбучник (2006)
- Унирекс (2006)
- Видовданска повеља (2010)
- Награда „Кочићево перо”, за лето 2010.
- Златна значка Културно-просветне заједнице Србије (2010)
- Награда „Печат Херцега Шћепана”, за књигу Црна уметност, 2011.
- Златно перо Русије (2011)

- Награда Миодраг Ћупић, за књигу Недоспев, 2022.[6]

- Тринаестојулска награда, за књигу Куће бескућника, 2025.[7]

### Поезија
- Чисто стање (1980)
- Зидови који расту (1983)
- Мефистово семе (1985)
- Потпис свиленим гајтаном (1988)
- Кад ујутру гавран освануо (1989)
- Игралиште (1992)
- Црна уметност (1994)
- Лов у нејасном (избор из поезије, 1997)
- Федерални посед (2002)
- Што сте зинули (политички чланци, 2004)
- Играчке пропасти (2005)
- Антологија Боже правде (Српске песме, беседе, химне, чланци, 2006)
- Дух парка (2008)
- Нечитач (2009)
- Црна уметност (избор из поезије, 2010)
- Администрација страха (2016)